# Estación Corrientes (Ferrocarril Económico Correntino)
Corrientes era una estación de ferrocarril ubicada en la ciudad capital Homónima ubicada frente a la plaza Libertad, junto a la cual se hallaban los talleres, y salía de la ciudad de Corrientes hacia el este por la actual avenida Centenario , en el Departamento Homónimo en la Provincia Homónima, República Argentina.

## Servicios
Se encuentra Antecedida por el Apeadero Kilómetro 1.